# Grevillea bipinnatifida
Grevillea bipinnatifida är en tvåhjärtbladig växtart. Grevillea bipinnatifida ingår i släktet Grevillea och familjen Proteaceae.

## Underarter
Arten delas in i följande underarter:
- G. b. bipinnatifida
- G. b. pagna